# Crataegus pontica
Crataegus pontica là loài thực vật có hoa trong họ Hoa hồng. Loài này được C. Koch mô tả khoa học đầu tiên.